# Астрономія в Кенії

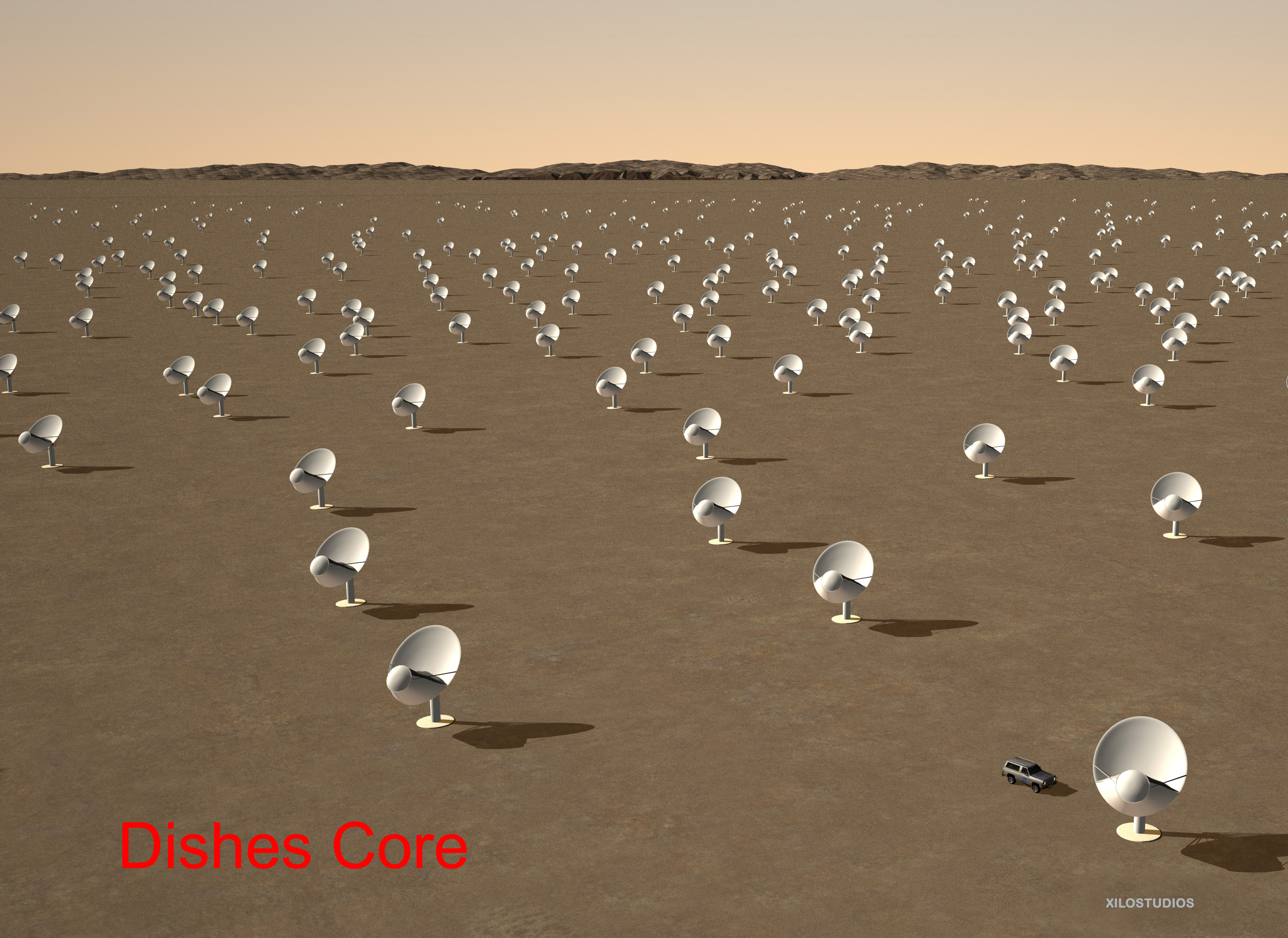
Проєкт антенного поля рідіотескопа SKA

Країни-учасники проєкту SKA

Астрономія в Кенії поступово розвивається протягом останніх десятиріч, але поки що не створює великого впливу на світову науку. В країні діє космічна програма, наявна астрономічна освіта на університетському рівні, окремими ентузіастами і міжнародними організаціями ведеться робота з популяризації астрономії.

## Наукові дослідження
В Кенії працює міжнародна програма «Розвиток в Африці за допомогою радіоастрономії» (англ. Development in Africa with Radio Astronomy, DARA). Очікується, що в країні буде побудоване одне з антенних полів радіотелескопа SKA.

## Космічна програма

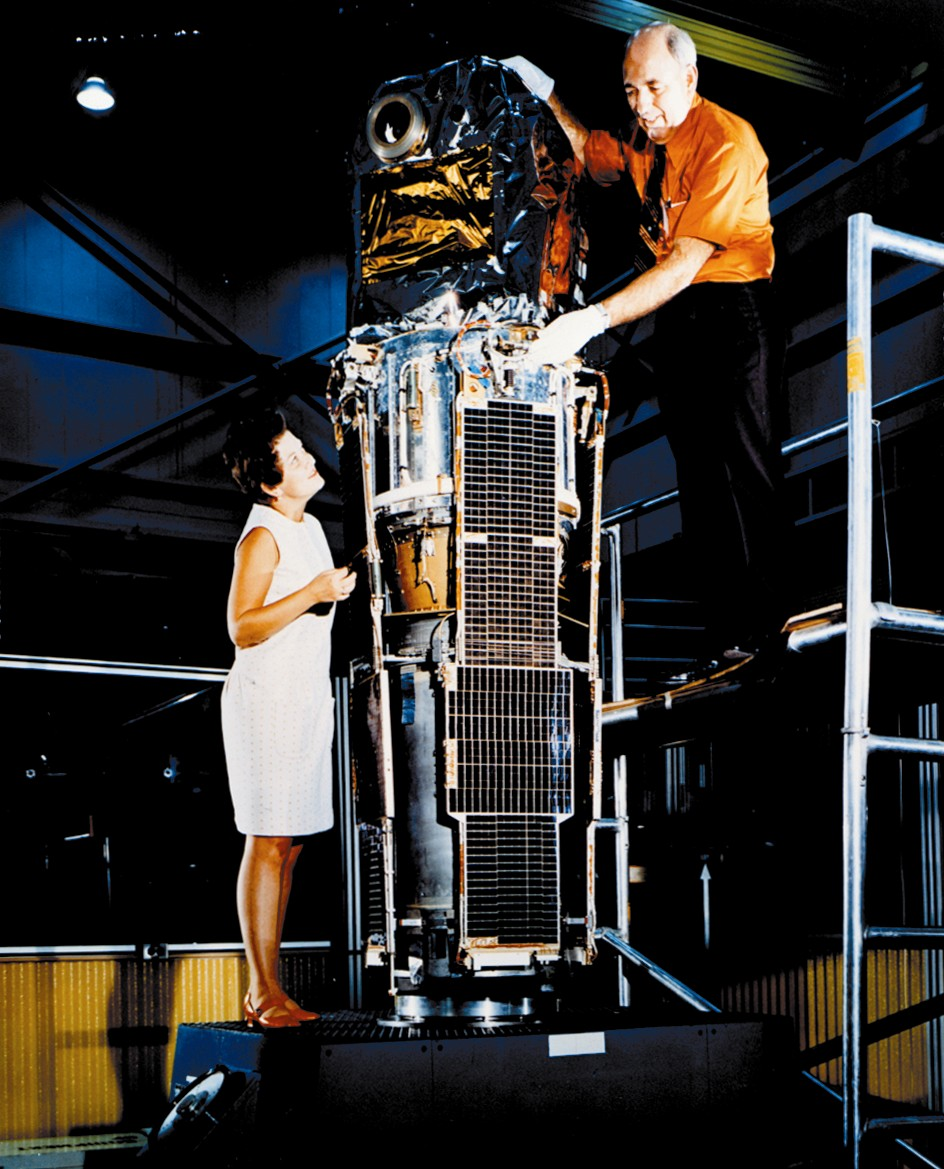
Перша в світі рентгенівська обсерваторія «Ухуру», запущена в космос з території Кенії 1970 року

12 грудня 1970 року з території Кенії була запущена в космос перша американська рентгенівська обсерваторія «Ухуру», що мовою суахілі означає «воля».
2012 року уряд Кенії затвердив космічну програму, а 2017 року відкрилося Кенійське космічне агентство.
У квітні 2023 року був запущений Taifa 1 — перший супутник, розроблений кенійськими інженерами. Він призначається для спостережень Землі з космосу, будувався два роки з бюджетом близько 370 тисяч доларів і має прослужити близько п'яти років.

## Астрономічна освіта
Астрономія викладається в Університеті Найробі, і уряд підтримує навчання приблизно 9 студентів на рік на цій програмі. Тим не менш, серед кенійців астрономія досі вважається екзотичною професією.
Популяризаторка астрономії Сюзан Мурабана проводить в різних населених пунктах Кенії астрономічні шоу «Подорожуючий телескоп».